# أندرو جاكسون (لاعب كرة قدم أمريكية مواليد 1992)
أندرو جاكسون (بالإنجليزية: Andrew Jackson)‏ هو لاعب كرة قدم أمريكية أمريكي، ولد في 16 مارس 1992 في ليكلاند في الولايات المتحدة.

## وصلات خارجية
- أندرو جاكسون على موقع مرجع كرة القدم المحترفة.كوم (الإنجليزية)